# Lagotis nepalensis
Lagotis nepalensis är en grobladsväxtart som beskrevs av Yamazaki. Lagotis nepalensis ingår i släktet Lagotis och familjen grobladsväxter. Inga underarter finns listade i Catalogue of Life.